# Ʊ̃́
Cette page contient des caractères spéciaux ou non latins. S’ils s’affichent mal (▯, ?, etc.), consultez la page d’aide Unicode.
Ʊ̃́ (minuscule : ʊ̃́), appelé upsilon tilde accent aigu, est une lettre additionnelle qui est utilisée pour écrire le tafi. Elle est composée d’un upsilon latin ‹ Ʊ ʊ › diacrité d’un tilde et d’un accent aigu.

## Représentations informatiques
Cette lettre possède les représentations Unicode suivantes,, :
| formes    | représentations | chaînes de caractères | points de code       | descriptions                                                              |
| --------- | --------------- | --------------------- | -------------------- | ------------------------------------------------------------------------- |
| capitale  | Ʊ̃́               | Ʊ◌̃◌́                   | U+01B1 U+0303 U+0301 | lettre majuscule latine upsilon diacritique tilde diacritique accent aigu |
| minuscule | ʊ̃́               | ʊ◌̃◌́                   | U+028A U+0303 U+0301 | lettre minuscule latine upsilon diacritique tilde diacritique accent aigu |